# Барбакова, Александра Максимовна
 Александра Максимовна Барбакова (род. 17 ноября 2004) — российская спортсменка-гиревик (весовая категория до 63 кг). Дочь Натальи Барбаковой. Мастер спорта России (2021). Рекордсмен мира.

## Биография
Родилась 17 ноября 2004 года. C детства занималась в Школе по спортивной гимнастике имени Ларисы Латыниной (Обнинск). С 2019 года профессионально выступает в гиревом спорте. Первый тренер — Ирина Александровна Пянко.
Член сборной команды России. Четырёхкратная победительница первенства России, двукратная  чемпионка мира.